# Marco Masini
 (janvier 2018).
Si vous disposez d'ouvrages ou d'articles de référence ou si vous connaissez des sites web de qualité traitant du thème abordé ici, merci de compléter l'article en donnant les références utiles à sa vérifiabilité et en les liant à la section « Notes et références ».
Marco Masini est un chanteur, auteur-compositeur-interprète et pianiste italien, né le 18 septembre 1964 à Florence et connu en France essentiellement pour son tube Perché lo fai classé 7ème au Top 50 en 1992.

## Biographie
Enfant, Marco Masini apprend le piano classique. En 1986, il rencontre le compositeur-producteur Giancarlo Bigazzi et fait des arrangements pour Umberto Tozzi et Raf. Après avoir collaboré aux bandes sonores de plusieurs films, en 1990, sa carrière démarre dans la chanson lorsqu'il remporte au Festival de Sanremo le prix du meilleur espoir pour Disperato coécrit avec Bigazzi et Beppe Dati.
Dans les années 1990 il sort les albums Marco Masini, Malinconoia (classé « Meilleur Album » au Festivalbar 1991), T'innamorerai et  Il cielo della Vergine. En 1991, la chanson Perché lo fai arrive 3e au  Festival de Sanremo. Elle dénonce les effets dévastateurs de la drogue. En 2000, il retourne à Sanremo avec la chanson Raccontami di te puis sort Il giorno piu banale suivi de A 200 all'ora.
En 2001, il publie l'album Uscita di Sicurezza. En avril 2001, il annonce son retrait des scènes musicales puis revient à la fin de 2003, avec une nouvelle maison de disques (MBO MUSIC) et un nouveau titre Generation. En 2004, il retourne à Sanremo avec la chanson L'Uomo Volante et remporte le concours.
En 2005, il publie son premier album inédit avec la nouvelle maison de disques, Il giardino della api et gagne le disque d'or. Il participe également au festival de Sanremo où il arrive à la 3e place avec Nel mondo dei sogni.
En 2006, après un passage commun à l'Olympia, Masini et Umberto Tozzi enregistrent ensemble un disque comprenant trois inédits Come si fa, Anima Italiana et Arrivederci per lei ainsi que les plus grands succès de Marco Masini et Umberto Tozzi où chacun chante les chansons de l'autre.
En 2009, il participe pour la 6e fois au festival de Sanremo, avec la chanson L'Italia, tiré de son nouvel album L'Italia...e altre storie, sorti le 20 février 2009.
Ses albums les plus récents comprennent en 2017 Spostato di un secondo  et en 2020 Masini +1 30th anniversary, qui célèbre les trente ans de sa carrière. Sa dernière participation au festival de Sanremo remonte à 2020, avec la chanson Il confronto.
En septembre 2024 sort le single Allora ciao  issu d’un nouvel album inédit intitulé 10 amori. 
Le 14 février 2025, il se produit sur la scène d'Ariston au Festival de Sanremo 2025 en duo avec Fedez lors de la soirée de reprises. Ils chantent une nouvelle version de  Bella stronza dans laquelle presque tous les couplets originaux sont remplacés par des vers en rap écrits et chantés par Fedez. 

## Discographie

### Albums studio
- 1990 - Marco Masini
- 1991 - Malinconoia
- 1993 - T'innamorerai
- 1995 - Il cielo della vergine
- 1998 - Scimmie
- 2000 - Raccontami di te
- 2001 - Uscita di sicurezza
- 2005 - Il giardino delle api
- 2009 - L'Italia... e altre storie
- 2011 - niente d'importante
- 2017 - Spostato di un secondo

### Albums live
- 2004 - Masini live 2004
- 2010 - Un palco lungo... 20 anni!
- 2017 - Marco Masini - In concerto

### Albums de compilation
(les officiels sont en Gras; * nouvelles chansons; ® les chansons ont été réarrangées)[pas clair]
- 1996 - L'amore sia con te *
- 2001 - Collezione
- 2002 - Collezione 2
- 2003 - .. il mio cammino *®
- 2004 - Masini *
- 2004 - Ti racconto di me (Collezione + Collezione 2)
- 2006 - Ci vorrebbe il mare ®
- 2006 - Tozzi Masini *®
- 2007 - le più belle di... Marco Masini
- 2008 - Caro Babbo ®
- 2009 - Il meglio di Marco Masini
- 2011 - Marco Masini - i miei successi
- 2012 - Un'ora con...
- 2013 - la mia storia... piano e voce *®
- 2013 – Generazione cantautori - Marco Masini
- 2015 - Cronologia *
- 2020 - Masini +1 | 30th Anniversary *®

### Singles
- 1988 - Uomini / Bugie
- 1990 - Disperato
- 1990 - Ci vorrebbe il mare
- 1991 - Perché lo fai
- 1991 - Ti vorrei
- 1991 - Malinconoia
- 1993 - Vaffanculo
- 1993 - T'innamorerai
- 1993 - La libertà
- 1995 - Bella stronza
- 1995 - Principessa
- 1995 - Cuccioli
- 1995 - Il cielo della vergine
- 1996 - L'amore sia con te
- 1998 - Scimmie
- 1999 - Fino a tutta la vita che c'è
- 1999 - Lungomare
- 1999 - Il giorno di Natale (Il giorno più banale)
- 2000 - Raccontami di te
- 2000 - Protagonista
- 2000 - Ancóra vita è
- 2001 - Lasciaminonmilasciare
- 2001 - Il bellissimo mestiere
- 2001 - Vai male a scuola
- 2003 - Generation - feat. Donald D
- 2003 - Io non ti sposerò
- 2004 - L'uomo volante
- 2004 - E ti amo
- 2005 - Nel mondo dei sogni
- 2005 - Il giardino delle api
- 2005 - Tutto quello che ho di te
- 2005 - Rimani così
- 2006 - Maledetta amica mia
- 2006 - Cosa rimane (a Marco) - uniquement au fan club; écrite et chantée par Andrea Amati en 2002
- 2006 - Come si fa... ? (avec Umberto Tozzi)
- 2007 - Anima italiana (avec Umberto Tozzi)
- 2007 - Arrivederci per lei (avec Umberto Tozzi)
- 2009 - L'Italia
- 2009 - Com'è bella la vita
- 2009 - Lontano dai tuoi angeli
- 2011 - Niente d'importante
- 2011 - Non ti amo più
- 2012 - Colpevole
- 2013 - Io ti volevo
- 2015 - Che giorno è
- 2015 - Non è vero che l'amore cambia il mondo
- 2017 - Spostato di un secondo
- 2017 - Tu non esisti
- 2017 - Signor tenente (reprise de la chanson homonyme par Giorgio Faletti)
- 2020 - Il confronto
- 2020 - T'innamorerai (feat. Francesco Renga); auto-reprise de la chanson homonyme (1993), réarrangée
- 2020 - La parte chiara

### Guest appearances
- 1988 - Dal tuo sguardo in poi (avec Rosita Celentano)
- 1997 - La gente di cuore (avec Enrico Ruggeri)
- 1997 - Ci vorrebbe il mare (avec Montserrat Caballé) - (dans Friends for Life)
- 2005 - Voglia di libertà (dans ... a Pierangelo Bertoli)
- 2009 - Nel blu, dipinto di blu (avec Nazionale Italiana Cantanti) - (dans L'opportunità)
- 2009 - La canzone del sole (avec Nazionale Italiana Cantanti) - (dans L'opportunità)
- 2009 - Uno su mille (avec Nazionale Italiana Cantanti) - (dans L'opportunità)
- 2009 - La forza della vita (avec Nazionale Italiana Cantanti) - (dans L'opportunità)
- 2009 - Si può dare di più (avec Nazionale Italiana Cantanti) - (dans L'opportunità)
- 2010 - Donna a-o volante (avec Buio Pesto) - (dans Pesto)
- 2010 - Dicono così (avec Massimo Alessi)
- 2016 - Il rumore che fa (avec Raige)
- 2017 - Va*******o (avec Grido) - (dans Segnali di fumo)
- 2018 - Io non ti sposerò (Remix) (avec Calibro 40)
- 2018 - Sesto piano (avec Zibba) - (dans Le cose)
- 2018 - Chi fermerà la musica (avec Dodi Battaglia) - (dans Dodi Day)
- 2018 - Pensiero (avec Dodi Battaglia) - (dans Dodi Day)

### Autres
- 2013 - Una parte di te (pour Stile libero d'R101)

## Livres
- 1991 - Marco Masini - Il piviere
- 1995 - Per rabbia e per amore
- 2011 - Questi nostri 20 anni interminabili
- 2022 - L'altalena. La mia storia